# 今森茉耶
今森 茉耶（いまもり まや・2006年〈平成18年〉3月26日 - ）は、日本の女優、グラビアアイドル、TikToker。宮崎県出身。Seju（GROVE株式会社）所属。

## 略歴
日本人とフィリピン人のハーフとして宮崎県に生まれる。
中学時代からTikTokで動画を投稿し始めたところを2022年10月にスカウトされ、現事務所と契約。
2023年3月27日発売の週刊プレイボーイ（集英社）でグラビアデビューを飾り、「宮崎のイツザイ」として注目を浴びる。
2023年5月、講談社主催の『ミスマガジン2023』ベスト16にエントリー（応募総数3204名）。同年8月29日、ミスマガジン2023のグランプリに選ばれたことが発表され、9月4日発売の週刊ヤングマガジンで表紙と巻頭グラビアを飾った。九州地方出身者のミスマガジングランプリ受賞は、2011年の衛藤美彩（大分県出身）以来12年ぶりで、令和改元後初となった。
2024年8月28日に1st写真集『恋がはじまる』が講談社より発売。
2025年2月16日放送のスーパー戦隊シリーズ第49作『ナンバーワン戦隊ゴジュウジャー』にて初の女性ブラック戦士となる一河角乃 / ゴジュウユニコーン 役を演じる。

## 人物
- 小学生のころから水泳を習い[4]、中学ではバレーボール部に2年間入っていた[3]。
- 趣味は読書、散歩、将棋、オセロ[3]。特技は中国語、犬のモノマネ[8]。
- 姉がいる[9]。
- 好きな食べ物は豆腐の白和えとごま団子。苦手な食べ物はプチトマト[8]。
- ミスマガにエントリーするまではファーストフード店でアルバイトをしていた[3]。
- 憧れの女優は池田エライザ[3]。
- SNSフォロワー数は週プレ掲載時点で32万人だったが[3]、ミスマガジングランプリ受賞時には63万人と倍近く増加した[5]。
- 翌年（2024年）のミスマガジン・グランプリの葉月くれあは今森を注目していたことがミスマガジン応募のきっかけになったという。

## 出演

### 映画
- こころのふた〜雪ふるまちで〜（2024年6月14日、The icon） - 椎名弥生 役[10]
- あのコはだぁれ?（2024年7月19日、松竹） - 小日向まり 役[11][12]
- ナンバーワン戦隊ゴジュウジャー 復活のテガソード（2025年7月25日、東映） - 一河角乃 / ゴジュウユニコーン 役[13]
- 代々木ジョニーの憂鬱な放課後（2025年10月24日公開予定、SPOTTED PRODUCTIONS）[14][15]

### テレビドラマ
- 三ツ矢先生の計画的な餌付け。（2024年7月26日 - 、毎日放送） - ゆぴ 役[16]
- マイダイアリー 第4話（2024年11月17日、ABC・テレビ朝日系列） - 女子高生 役[17]
- ナンバーワン戦隊ゴジュウジャー（2025年2月16日 - 、テレビ朝日） - 一河角乃 / ゴジュウユニコーン 役[18]

### Webドラマ
- 最期の授業-生き残った者だけが卒業-（2024年11月26日、UniReel） - 松本絵里 役[19]
- ゴジュウジャー補ジュウ計画 ナンバーワン懺悔室（2025年、東映特撮ファンクラブ） - 一河角乃 役

### Web動画
- ロート製薬×新しい学校のリーダーズ「MOTTO MOTTO MOTTO」（2023年）[動画 1]

### ミュージックビデオ
- ガラクタ「アイラブユーが足りないの」（EP『届いてくれると願ってる』所収、2023年）[動画 2][20]

## 書籍

### 写真集
- 恋がはじまる（2024年8月28日、講談社、撮影：カノウリョウマ）ISBN 978-4065370063[21][22][注釈 1]
- 東京路地裏散歩 meets seju（2025年4月1日、撮影：酒井貴弘）[23][注釈 2]

### デジタル写真集
- 宮崎のイツザイ（2023年3月27日、集英社〈週プレ PHOTO BOOK〉、撮影：岡本武志）[24]
- ミスマガジン2023① ヤンマガアザーっす！＜YM2023年40号未公開カット＞（2023年11月3日、講談社〈ヤンマガデジタル写真集〉、撮影：藤本和典、カノウリョウマ）共演：松田実桜、西尾希美、一ノ瀬瑠菜、加藤綾乃、吉井しえる[25]
- ミスマガジン2023② ヤンマガアザーっす！＜YM2023年41号未公開カット＞（2023年11月3日、講談社〈ヤンマガデジタル写真集〉、撮影：藤本和典、カノウリョウマ）共演：松田実桜、西尾希美、一ノ瀬瑠菜、加藤綾乃、吉井しえる[26]
- ミスマガジン2023①② 【70P完全版】 ヤンマガアザーっす！＜YM2023年40･41号未公開カット＞（2023年11月3日、講談社〈ヤンマガデジタル写真集〉、撮影：藤本和典、カノウリョウマ）共演：松田実桜、西尾希美、一ノ瀬瑠菜、加藤綾乃、吉井しえる[27]
- ミスマガのアソビバ！ ミスマガジン2023ソログラビアSP!①（2023年12月29日、講談社〈ヤンマガデジタル写真集〉、撮影：藤本和典、カノウリョウマ）[28]
- ヤンマガアザーっす！＜YM2023年51号未公開カット＞（2024年1月5日、講談社〈ヤンマガデジタル写真集〉、撮影：カノウリョウマ）[29]
- ミスマガのアソビバ！ ミスマガジン2023×芸術（2024年1月12日、講談社〈ヤンマガデジタル写真集〉、撮影：岡本武志）[30]
- ミスマガジン2023 ヤンマガアザーっす！＜YM2024年4/5号未公開カット＞（2024年2月2日、講談社〈ヤンマガデジタル写真集〉、撮影：LUCKMAN）共演：松田実桜、西尾希美、一ノ瀬瑠菜、加藤綾乃、吉井しえる[31]
- ミスマガのアソビバ！ もしミスマガがメイドだったら！？（2024年2月9日、講談社〈ヤンマガデジタル写真集〉、撮影：桑島智輝）[32]
- ミスマガのアソビバ！ ミスマガのメンバーがフィットネスに挑戦！（2024年3月15日、講談社〈ヤンマガデジタル写真集〉、撮影：西村康）[33]
- ミスマガのアソビバ！ レトログラビア（2024年5月3日、講談社〈ヤンマガデジタル写真集〉、撮影：岡本武志）[34]
- ミスマガのアソビバ！ スパイ&アサシン（2024年6月14日、講談社〈ヤンマガデジタル写真集〉、撮影：まくらあさみ）[35]
- ヤンマガアザーっす！＜YM2024年18号未公開カット＞（2024年6月21日、講談社〈ヤンマガデジタル写真集〉、撮影：カノウリョウマ）[36]
- ミスマガのアソビバ！ 雨の日の過ごし方（2024年8月2日、講談社〈ヤンマガデジタル写真集〉、撮影：高橋慶佑）[37]
- ミスマガのアソビバ！ なつやすみ！（2024年9月6日、講談社〈ヤンマガデジタル写真集〉、撮影：U-YA）[38]
- ミスマガのアソビバ！ 2023未公開傑作選SP!（2024年10月4日、講談社〈ヤンマガデジタル写真集〉、撮影：岡本武志、西村康、U-YA、高橋慶佑、まくらあさみ、桑島智輝）[39]
- ミスマガジン2023 ヤンマガアザーっす！＜YM2024年36/37号未公開カット＞（2024年10月18日、講談社〈ヤンマガデジタル写真集〉、撮影：Takeo Dec.）共演：松田実桜、西尾希美、一ノ瀬瑠菜、加藤綾乃、吉井しえる[40]
- スキ、キライ、スキ、キライ、スキ・・・〜prologue〜（2024年10月28日、集英社〈週プレ PHOTO BOOK〉、撮影：岡本武志）[41]
- 新ヒロインは“あざと女子ナンバーワン”（2025年2月17日、集英社〈週プレ PHOTO BOOK〉、撮影：東京祐）[42]